# Central Motorway Junction
De Central Motorway Junction (Centraal autosnelwegknooppunt) of CMJ, in de volksmond Spaghetti Junction (Spagettiknooppunt) is een verkeersknooppunt in het centrum van de Nieuw-Zeelandse stad Auckland. Hier kruisen de Auckland Northern Motorway (SH1) richting Whangarei, de Auckland Southern Motorway (SH1) richting Hamilton en de Auckland Northwestern Motorway (SH16) richting  Auckland en Henderson elkaar. 
Het knooppunt is een mengvorm met erg veel viaducten. Daardoor heet het knooppunt in de volksmond Spaghetti Junction.
| Aansluitende wegen    | Aansluitende wegen | Aansluitende wegen | Aansluitende wegen | Aansluitende wegen   |
| --------------------- | ------------------ | ------------------ | ------------------ | -------------------- |
| 1 richting Whangarei  |                    |                    |                    | 16 richting Auckland |
|                       |                    |                    |                    |                      |
|                       |                    |                    |                    |                      |
|                       |                    |                    |                    |                      |
| 16 richting Henderson |                    |                    |                    | 1 richting Hamilton  |